# Croton rupestris
Espèce
Croton rupestris est une espèce de plantes à fleurs du genre Croton et de la famille des Euphorbiaceae, présente au Paraguay.
Il a pour synonymes :
- Julocroton rupestris, Chodat et Hassl.
- Julocroton rupestris var. arenosus, Chodat et Hassl.
- Julocroton rupestris forma nigricans, Chodat et Hassl.
- Julocroton rupestris var. velutinus, Chodat et Hassl.
- Julocroton velutinus (Chodat et Hassl.) Croizat